# 内閣府特命担当大臣（消費者及び食品安全担当）
内閣府特命担当大臣（消費者及び食品安全担当）（ないかくふとくめいたんとうだいじん しょうひしゃおよびしょくひんあんぜんたんとう、英語: Minister of State for Consumer Affairs and Food Safety）は、日本の国務大臣。内閣府特命担当大臣の一つである。

## 概説
日本の内閣府に置かれる内閣府特命担当大臣の一つである。主として消費者行政や食品安全行政を所管する国務大臣である。具体的には、消費者の権利の尊重、消費者の自立の支援、安心、安全で豊かな消費生活の実現などにかかわる政策を所管する。また、食品の安全性、食品の健康への影響評価などにかかわる政策を所管する。
内閣府にて消費者行政を司る組織としては、内閣府の審議会等である消費者委員会と、内閣府の外局である消費者庁などが挙げられる。また、内閣府にて食品安全行政を司る組織としては、内閣府の審議会等である食品安全委員会などが挙げられる。内閣府特命担当大臣（消費者及び食品安全担当）は、これらの組織を担当する。
内閣府特命担当大臣は、担当する諸課題により柔軟に設置できるため、政権により増減や変動があり、その役職名は必ずしも一致しない。しかし、内閣府特命担当大臣（消費者及び食品安全担当）は、内閣府設置法により必置とされている。同様の例としては、内閣府特命担当大臣（防災担当）、内閣府特命担当大臣（沖縄及び北方対策担当）、内閣府特命担当大臣（金融担当）及び内閣府特命担当大臣（こども政策少子化対策若者活躍担当）の4大臣も、内閣府設置法により必置とされている。
また、この内閣府特命担当大臣（消費者及び食品安全担当）に就任した者は、消費者基本法に基づき、消費者政策会議の委員に就任する。

## 歴史
BSE問題など食の安全が社会問題化したことを受け、第1次小泉第1次改造内閣にて「食品安全担当大臣」が設置され、谷垣禎一がその任に就いた。以降、食品安全行政を担当する特命担当大臣は継続して設置された。
第1次小泉第2次改造内閣では「内閣府特命担当大臣（食品安全担当）」となり、小野清子が就任した。それ以来、内閣府特命担当大臣（食品安全担当）が継続して設置され、食品安全行政を担当し、内閣府食品安全委員会などを所管していた。
他方、消費者行政を担当する特命担当大臣は、長らく設置されてこなかった。福田康夫内閣が消費者行政の一元化を推進したことがきっかけとなり、岸田文雄に対し「消費者行政推進担当」の特命事項が発令された。それ以来、特命事項としての発令が続いた。
麻生内閣では、内閣府特命担当大臣（食品安全担当）の野田聖子に対し、消費者行政推進担当の特命事項が発令された。2009年9月1日の内閣府消費者委員会、消費者庁の発足と同時に、野田は消費者行政推進担当の任を解かれるとともに、「内閣府特命担当大臣（消費者担当）」に就任した。
鳩山由紀夫内閣より、食品安全と消費者行政が一括され、「内閣府特命担当大臣（消費者及び食品安全担当）」となった。

## 名称
任命、補職は3段階で行われており、まず「国務大臣に任命する」との官記が出され、次いで、当該の国務大臣に対して「内閣府特命担当大臣を命ずる」との辞令が出され、さらに当該の内閣府特命担当大臣に対して「消費者及び食品安全を担当させる」と命ぜられる。これらの辞令は「官報」に掲載されるため、その記載に基づき「内閣府特命担当大臣（消費者及び食品安全担当）」と表記される。なお、消費者基本法では、「内閣府設置法（平成十一年法律第八十九号）第十一条の二の規定により置かれた特命担当大臣」と表現している。新聞などの報道では、簡略化して「消費者及び食品安全担当大臣」「消費者及び食品安全担当相」「消費者食品安全大臣」「消費者食品安全相」と表記されることも多い。また、内閣府特命担当大臣（消費者担当）と同様に、簡略化して「消費者担当大臣」「消費者担当相」「消費者大臣」「消費者相」と表記されることもある。英語での呼称については「Minister of State for Consumer Affairs and Food Safety」とされている。

## 歴代大臣
| 代                                                   | 氏名          | 氏名          | 内閣           | 内閣           | 就任日         | 退任日         | 党派       | 備考     |
| ---------------------------------------------------- | ------------- | ------------- | -------------- | -------------- | -------------- | -------------- | ---------- | -------- |
| （麻生内閣以前は消費者担当大臣及び食品安全担当大臣） |               |               |                |                |                |                |            |          |
| 内閣府特命担当大臣（消費者及び食品安全担当）         |               |               |                |                |                |                |            |          |
| 1                                                    |               | 福島瑞穂      | 鳩山由紀夫内閣 | 鳩山由紀夫内閣 | 2009年9月16日  | 2010年5月28日  | 社会民主党 | 罷免     |
| －                                                   |               | （平野博文）  | 鳩山由紀夫内閣 | 鳩山由紀夫内閣 | 2010年5月28日  | 2010年6月8日   | 民主党     | 事務代理 |
| 2                                                    |               | 荒井聰        | 菅直人内閣     | 菅直人内閣     | 2010年6月8日   | 2010年9月17日  | 民主党     |          |
| 3                                                    |               | 岡崎トミ子    |                | 第1次改造内閣  | 2010年9月17日  | 2011年1月14日  | 民主党     |          |
| 4                                                    |               | 村田蓮舫      |                | 第2次改造内閣  | 2011年1月14日  | 2011年6月27日  | 民主党     |          |
| 5                                                    |               | 細野豪志      |                | 第2次改造内閣  | 2011年6月27日  | 2011年9月2日   | 民主党     |          |
| 6                                                    |               | 山岡賢次      | 野田内閣       | 野田内閣       | 2011年9月2日   | 2012年1月13日  | 民主党     |          |
| 7                                                    |               | 松原仁        |                | 第1次改造内閣  | 2012年1月13日  | 2012年10月1日  | 民主党     |          |
| 7                                                    |               | 松原仁        | 第2次改造内閣  | 留任           | 2012年1月13日  | 2012年10月1日  | 民主党     |          |
| 8                                                    |               | 小平忠正      |                | 第3次改造内閣  | 2012年10月1日  | 2012年12月26日 | 民主党     |          |
| 9                                                    |               | 森まさこ      | 第2次安倍内閣  | 第2次安倍内閣  | 2012年12月26日 | 2014年9月3日   | 自由民主党 |          |
| 10                                                   |               | 有村治子      |                | 改造内閣       | 2014年9月3日   | 2014年12月24日 | 自由民主党 |          |
| 11                                                   |               | 山口俊一      | 第3次安倍内閣  | 第3次安倍内閣  | 2014年12月24日 | 2015年10月7日  | 自由民主党 |          |
| 12                                                   |               | 河野太郎      |                | 第1次改造内閣  | 2015年10月7日  | 2016年8月3日   | 自由民主党 |          |
| 13                                                   |               | 松本純        |                | 第2次改造内閣  | 2016年8月3日   | 2017年8月3日   | 自由民主党 |          |
| 14                                                   |               | 江﨑鐵磨      |                | 第3次改造内閣  | 2017年8月3日   | 2017年11月1日  | 自由民主党 |          |
| 15                                                   | 第4次安倍内閣 | 第4次安倍内閣 | 2017年11月1日  | 2018年2月27日  | 再任           |                | 自由民主党 |          |
| 16                                                   | 第4次安倍内閣 | 第4次安倍内閣 |                | 福井照         | 2018年2月27日  | 2018年10月2日  | 自由民主党 |          |
| 17                                                   |               | 宮腰光寛      |                | 第1次改造内閣  | 2018年10月2日  | 2019年9月11日  | 自由民主党 |          |
| 18                                                   |               | 衛藤晟一      |                | 第2次改造内閣  | 2019年9月11日  | 2020年9月16日  | 自由民主党 |          |
| 19                                                   |               | 井上信治      | 菅義偉内閣     | 菅義偉内閣     | 2020年9月16日  | 2021年10月4日  | 自由民主党 |          |
| 20                                                   |               | 若宮健嗣      | 第1次岸田内閣  | 第1次岸田内閣  | 2021年10月4日  | 2021年11月10日 | 自由民主党 |          |
| 21                                                   | 第2次岸田内閣 | 第2次岸田内閣 | 2021年11月10日 | 2022年8月10日  | 再任           |                | 自由民主党 |          |
| 22                                                   |               | 河野太郎      |                | 第1次改造内閣  | 2022年8月10日  | 2023年9月13日  | 自由民主党 |          |
| 23                                                   |               | 自見英子      | 第2次改造内閣  | 2023年9月13日  | 2024年10月1日  |                | 自由民主党 |          |
| 24                                                   |               | 伊東良孝      | 第1次石破内閣  | 第1次石破内閣  | 2024年10月1日  | 2024年11月11日 | 自由民主党 |          |
| 25                                                   | 第2次石破内閣 | 第2次石破内閣 | 2024年11月11日 | 現職           | 再任           |                | 自由民主党 |          |

- 特命担当大臣は複数名を任命することがあるため、通常は代数の表記は行わない。ただし、本表ではわかりやすさに配慮し、代数の欄を便宜上設けた。
- 辞令のある再任は就任日を記載し、辞令のない留任は就任日を記載しない。
- 内閣府特命担当大臣（消費者及び食品安全担当）事務代理は、大臣空位時のみ氏名を括弧書きで記載した。
- 党派の欄は、就任時の所属政党を記載した。

## 組織
内閣府にて消費者行政に関連する組織は、下記のとおりである。
現在、消費者庁審議官は3名置かれ、参事官は1人である。